# Declana niveata
Declana niveata là một loài bướm đêm trong họ Geometridae.